# Mandalay (estación)
La estación sencilla Mandalay hace parte del sistema de transporte masivo de Bogotá llamado TransMilenio inaugurado en el año 2000.

## Ubicación
La estación está ubicada en el sector suroccidental de la ciudad, más específicamente sobre la Avenida de Las Américas entre carreras 73 y 73A. Se accede a ella a través de un puente peatonal ubicado sobre la Carrera 73.
Atiende la demanda de los barrios Mandalay, Las Dos Avenidas y sus alrededores.
En las cercanías están la Parroquia San Felipe de Jesús y el Colegio y Parroquia San Pío X.

## Origen del nombre
La estación recibe su nombre del barrio ubicado en el costado sur. A su vez, este recibe el nombre de Mandalay, una de las regiones centrales de Birmania (Myanmar), en el sudeste asiático.

## Historia
Entre los años 2003 y 2004 fue inaugurada la Troncal de las Américas desde la estación Distrito Grafiti, hasta la estación Transversal 86.
Durante el Paro nacional de 2021, la estación sufrió diversos ataques que afectaron de forma considerable las puertas de vidrio y demás infraestructura de la estación, razón por la cual se encontró inoperativa. Por ello se implementó un servicio circular como contingencia.

## Servicios de la estación

### Servicios troncales
| Tipo                                           | Rutas al Norte | Rutas al Oriente | Rutas al Occidente |
| ---------------------------------------------- | -------------- | ---------------- | ------------------ |
| Ruta fácil                                     |                | 5                | 5                  |
| Expresos lunes a sábado todo el día            | C19            | M51              | F19 F51            |
| Expresos lunes a sábado hora pico de la mañana | B26            |                  |                    |
| Expresos lunes a sábado hora pico de la tarde  |                |                  | F26                |

### Esquema
| ← Occidente |         |            |
| F19F26      | 5F51    | Carrera 73 |
| Vagón 2     | Vagón 1 | Puente     |
| B26C19      | 5M51    | Carrera 73 |
| Oriente →   |         |            |

### Servicios urbanos
Así mismo funcionan las siguientes rutas urbanas del SITP en los costados externos a la estación, circulando por los carriles de tráfico mixto sobre la Avenida de Las Américas, con posibilidad de trasbordo usando la tarjeta TuLlave:
| Código | Sector              | Dirección             | Rutas                                |
| ------ | ------------------- | --------------------- | ------------------------------------ |
| 093A08 | F Estación Mandalay | Av. Américas - KR 73  | A507A532B918H408K527L519 593 731 T40 |
| 059A07 | F Estación Mandalay | Av. Américas - KR 72B | F408F918G507G519G527G532 593 731 T40 |

## Ubicación geográfica
| Noroeste: Kennedy | Norte: K Normandía | Nordeste: Kennedy                 |
| Oeste: F Banderas |                    | Este: F Américas - Avenida Boyacá |
| Suroeste: Kennedy | Sur: G Sevillana   | Sureste: Kennedy                  |